# Siechnice
Siechnice [ɕɛxˈɲit͡sɛ], tyska: Tschechnitz, 1936–1945 även kallad Kraftborn, är en stad i sydvästra Polen, belägen i distriktet Powiat wrocławski i Nedre Schlesiens vojvodskap. Staden ligger i Wrocławs storstadsområde och tätorten hade 6 239 invånare i juni 2014. Staden fick stadsrättigheter 1997 och är sedan 2010 säte för kommunen Gmina Siechnice, tidigare kallad Gmina Święta Katarzyna, då kommunens administration flyttades hit från byn Święta Katarzyna vid årsskiftet 2009/2010. Kommunen hade totalt 18 620 invånare i juni 2014.

## Näringsliv
Siechnices kommun karaktäriseras av närheten till storstaden Wrocław, och de stora orterna i kommunen, Siechnice, Radwanice, Święta Katarzyna och Żerniki Wrocławskie, fungerar huvudsakligen som förstäder till Wrocław, utan någon tydlig centrumbildning inom kommunen.
Siechnice har ett stort kolkraftverk.

## Vänorter
- Sin-le-Noble, Frankrike